# Portada/article gener 4

## Spilocuscus
Spilocuscus ('cuscús tacat') és un gènere de pòssums nocturns de mida mitjana-gran de la família dels falangèrids, que es caracteritzen per la seva viva coloració. És un dels quatre gèneres els membres dels quals s'anomenen vulgarment cuscussos. N'hi ha cinc espècies repartides per Indonèsia, Papua Nova Guinea i el nord d'Austràlia. Quatre d'aquestes espècies estan amenaçades en major o menor mesura i dues d'elles (Spilocuscus wilsoni i el cuscús roig-i-negre) es troben en perill crític d'extinció.